# Peridot (manga)
Peridot (ペリドット, Peridotto) est un manga d'Hiyoko Kobayashi qui fut prépublié dans le Young Magazine. Il compte en tout 6 volumes qui sont sortis chez Kōdansha, et est publié en français aux éditions Panini Manga.

## Synopsis
À son arrivée au lycée Fuga, la belle Akira Shindo se fait agresser par une bande de racailles. Elle est sauvée par Mahiru Suruga, une fille solitaire avec laquelle elle va progressivement sympathiser.